# Selección juvenil de rugby de Guyana
La selección juvenil de rugby de Guyana es el equipo nacional de rugby regulada por la Guyana Rugby Football Union.

## Reseña histórica
Desde el 2006, participa anualmente del torneo juvenil organizado por el ente regional de América del Norte y el Caribe, la categoría del certamen es M19.

## Participación en copas

### Campeonato MundialM20
- No ha clasificado

### Trofeo MundialM20
- No ha clasificado

#### RAN M19
- Nawira M19 2006: 2° puesto
- Nawira M19 2007: 2° puesto
- Nawira M19 2008: 4° puesto[2]
- Nawira M19 2009: 2° puesto Bowl
- NACRA M19 2010: No participó
- NACRA M19 2011: No participó
- NACRA M19 2012: No participó
- NACRA M19 2013: 3° puesto Trophy
- NACRA M19 2014: No participó
- NACRA M19 2015: No participó
- RAN M19 2016: 3° puesto Trophy
- RAN M19 2017: No participó
- RAN M19 2018: No participó
- RAN M19 2019: No participó